# Abaokoro
Abaokoro är en del av en ö i Kiribati.   Den ligger i örådet Tarawa och ögruppen Gilbertöarna, i den centrala delen av landet, 20 km norr om huvudstaden Tarawa.